# Ariel Motor Company
Ariel Motor Company Ltd é uma fabricante de veículos britânica de pequeno porte. Sua sede é em Crewkerne, Somerset, na Inglaterra. Foi fundada em 1991 por Simon Saunders como Solocrest Ltd., tendo seu nome alterado em 1999 para Ariel Motor Company Ltd. É uma das menores empresas automotivas inglesas, com apenas 19 empregados e com a produção de apenas 100 carros por ano. A empresa fabrica o Ariel Atom, um carro extremamente leve e de alta performance, com motor e transmissão vindos originalmente de um Honda Civic Type R. O Atom é o primeiro carro com chassis de exoesqueleto; não tem carroceria ou teto, sendo inteiramente construído com um chassis tubular, e pesando menos de 700 kg. O modelo mais potente e mais rápido da marca, o Atom 500, tem motor V8 3 litros de 507 cavalos projetado por John Hartley, conta com rodas de magnésio e pesa apenas 550 kg. A marca declara que o mesmo vai de 0-100 km/h em "menos de 2,3 segundos", o que, caso confirmado, faria dele o carro de produção mais rápido do mundo em termos de aceleração.
Em junho de 2014, a empresa anunciou a nova moto chamada Ariel Ace. Equipada com transmissão e motor Honda 1237cc V4, começou a ser produzida em 2014.
Em janeiro de 2015, a Ariel indroduziu o Nomad, um buggy projetado com os mesmos princípios do Atom.